# Agnes Bluhm

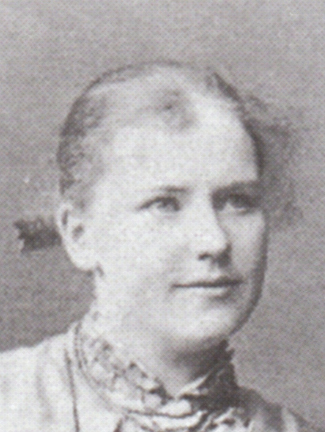
Agnes Bluhm, 1886.

Agnes Bluhm, född 9 januari 1862, död 1944 i Berlin, var en tysk läkare, eugeniker och kvinnorättskämpe. Hon var en av de första kvinnliga läkarna i Tyskland.
Agnes Bluhm utbildade sig inledningsvis till lärare men blev medicine doktor vid Zürichs universitet 1890. Efter en period vid en kvinnoklinik i München blev hon den tredje kvinnan någonsin, efter Emilie Lehmus och Franziska Tiburtius, att öppna egen praktik i Berlin. Av hälsoskäl tvingades hon dock stänga den 1905 varefter hon ägnade sig åt verksamhet inom rashygien.
Bluhm var bland de första ledamöterna i Tyska sällskapet för rashygien (Gesellschaft für Rassenhygiene) och medredaktör i tidskriften Archiv für Rassen-und Gesellschaftsbiologie. Hon författade även ett flertal artiklar om eugenik för tidskriften Die Frau som utgavs av De tyska kvinnoföreningarnas förbund (Bund Deutscher Frauenvereine). I sitt arbete ägnade hon mycket uppmärksamhet åt kvinnans roll som moder i det tyska samhället men förespråkade samtidigt kvinnors rätt till medicinsk utbildning med motiveringen att deras psykiska förutsättningar gör dem särskilt lämpliga för arbete inom eugenik. Efter första världskriget bedrev hon forskning om mutationer vid Kaiser Wilhelm-institutet i Berlin för vilket hon erhöll flera priser och utmärkelser, däribland – som första kvinna i Tyskland – Goethemedaljen för vetenskap och konst.